# Saint-Omer-en-Chaussée
Saint-Omer-en-Chaussée är en kommun i departementet Oise i regionen Hauts-de-France i norra Frankrike. Kommunen ligger i kantonen Marseille-en-Beauvaisis som tillhör arrondissementet Beauvais. År 2022 hade Saint-Omer-en-Chaussée 1 205 invånare.

## Befolkningsutveckling
Antalet invånare i kommunen Saint-Omer-en-Chaussée
| Referens: INSEE |